# Liolaemus caparensis
Liolaemus caparensis — вид ігуаноподібних ящірок родини Liolaemidae. Ендемік Аргентини. Описаний у 2011 році.

## Поширення і екологія
Liolaemus caparensis відомі з типової місцевості, розташованої в департаменті Лаго-Архентіно в провінції Санта-Крус, на висоті 868 м над рівнем моря. Вони живуть на помірних кострицевих і ковилових луках, порослих невисокими чагарниками Anartrophyllum desideratum і Senecio. Живляться комахами, є живородними.